# Synsphyronus leo
Synsphyronus leo är en spindeldjursart som beskrevs av Harvey 1987. Synsphyronus leo ingår i släktet Synsphyronus och familjen gammelekklokrypare. Inga underarter finns listade i Catalogue of Life.